# Sulfacitină
Sulfacitina este un antibiotic din clasa sulfamidelor care a fost utilizat în tratamentul infecțiilor de tract urinar. A fost retras de pe piață în anul 2006.